# Vals bruin blauwtje
Het vals bruin blauwtje (Aricia artaxerxes, door sommige auteurs in het geslacht Plebejus geplaatst) is een vlinder uit de familie van de Lycaenidae, de kleine pages, vuurvlinders en blauwtjes. 

## Kenmerken
De spanwijdte bedraagt 26 tot 31 millimeter. 

## Verspreiding en leefgebied
De soort komt verspreid over het Palearctisch gebied voor, maar niet in Nederland en België. Er vliegt één jaarlijkse generatie van juni tot en met september.

## Waardplanten
De waardplanten van het vals bruin blauwtje zijn soorten Geranium. De soort overwintert als rups.

## Ondersoorten
- Aricia artaxerxes artaxerxes
- Aricia artaxerxes allous (Geyer, 1836)
  - = Papilio allous Hübner, 1819
  - = Lycaena medon var. alpina Staudinger, 1871
  - = Lycaena medon var. delphica Wnukowsky, 1929
  - = Aricia rambringi Hoegh-Guldberg, 1966
  - = Aricia horkei Hoegh-Guldberg, 1966
  - = Aricia lyngensis Hoegh-Guldberg, 1966
  - = Aricia opheimi Hoegh-Guldberg, 1966
- Aricia artaxerxes hakutozana (Matsumura, 1927)
- Aricia artaxerxes inhonora Jachontov, 1909
- Aricia artaxerxes lepsinskana (Obraztsov, 1935)
- Aricia artaxerxes mandzhuriana (Obraztsov, 1935)
- Aricia artaxerxes sachalinensis (Matsumura, 1919)
- Aricia artaxerxes sarmatis (Grum-Grshimailo, 1890)
- Aricia artaxerxes scytissa Nekrutenko, 1985 Tian-Shan
- Aricia artaxerxes sheljuzhkoi (Obraztsov, 1935)
- Aricia artaxerxes strandi (Obraztsov, 1935)
- Aricia artaxerxes transalaica (Obratzov, 1935)
- Aricia artaxerxes turgaica (Obraztsov, 1935)
- Aricia artaxerxes ukrainica (Obraztsov, 1936)
  - = Aricia macedonica Verity, 1936
- Aricia artaxerxes vandalica Kaaber & Hoegh-Guldberg, 1961